# Волченки (Владимирская область)
Волченки — упразднённая деревня в Вязниковском районе Владимирской области России.

## География
Урочище находится в северо-восточной части области, в зоне хвойно-широколиственных лесов, в пределах Волжско-Окского междуречья, к востоку от автодороги 17Н-20, на расстоянии 20 километров (по прямой) к западо-юго-западу от города Вязники, административного центра района.

### Климат
Климат характеризуется как умеренно континентальный. Средняя температура воздуха самого холодного месяца (января) — −11,1 °C (абсолютный минимум — −48 °С), средняя максимальная температура воздуха (июля) — +23,3 °С (абсолютный максимум — +37 °С). Годовое количество атмосферных осадков составляет около 607 мм, из которых 413 мм выпадает в период с апреля по октябрь.

## История
В XVII веке принадлежало помещикам Измайловым.
В «Списке населенных мест Владимирской губернии по сведениям 1859 года» населённый пункт упомянут как владельческая деревня Волченка Вязниковского уезда, расположенная в 24 верстах от уездного города. В деревне насчитывалось 14 дворов и проживало 115 человек (53 мужчины и 62 женщины).
По состоянию на 1905 год, в Волченках имелось 9 дворов и проживало 50 человек. В административном отношении деревня входила в состав Сарыевской волости.
По данным 1926 года в деревне имелось 16 крестьянских хозяйств и проживал 81 человек (41 мужчина и 40 женщин). Являлась частью Симонцевского сельсовета.